# Elementy flóry
Elementy flóry jsou podobnosti areálů. Tyto podobnosti se podle příčiny rozdělují do několika skupin. Nejprostudovanější jsou geografické elementy, tzv. geoelementy. Dále se jedná např. o genoelementy, chronoelementy či migroelementy. Při konstrukci elementů flóry se využívají v současnosti GIS systémy.

## Rozdělení
- geoelementy (geografické elementy) – jsou dány podobností areálů ve svém geografickém rozložení.
- genoelementy (genetické elementy) – jsou dány podobností areálů z hlediska jejich původu.
- chronoelementy (chronologické elementy) – jsou dány podobností areálů podle jejich stáří.
- migroelementy (migrační elementy) – jsou dány podobností areálů ve směru jejich šíření, neboli migrace.
- ekoelementy (ekologické elementy) – jsou dány podobností areálů podle ekologických nároků.
- cenoelementy (cenologické elementy) – jsou dány podobností areálů podle vztahu k rostlinným formacím.